# Presbytis comata
Presbytis comata (Сурілі яванський) — вид приматів з роду Presbytis родини мавпові.

## Опис
Вага самців: 6710 гр, самиць: 6680 гр. Це відносно невеликі, тонкі мавпи з дуже довгим хвостом. Обличчя широке, на верхній частині голови є шевелюра. Підвид Presbytis comata comata сірий на спині і на зовнішній стороні кінцівок, черево і внутрішні частини кінцівок білуваті, волосся на голові чорне. Підвид Presbytis comata fredericae темніший. Його спина чорна, горло і груди світло-сірі, живіт і внутрішні поверхні кінцівок білі. Багатокамерний шлунок допомагає їм у перетравленні їжі.

## Поширення
Цей вид зустрічається в західній і центральній частині Яви, Індонезія. Цей вид був знайдений від рівня моря до 2565 м. Але зараз в основному обмежується фрагментами гірських місць проживання у первинних і вторинних лісах.

## Стиль життя
Вид денний і листоїдний, але також споживає фрукти, квіти і насіння. Під час пересування, харчування і сну, члени групи залишаються в тісному контакті, проте, групи іноді також поділяються протягом короткого часу. Це територіальні тварини. Групи мають розміри від 2 до 23 осіб. 

## Загрози та охорона
Загрожує руйнування середовища проживання. Полювання є постійною загрозою в багатьох популяціях. Внесений в Додаток II СІТЕС. Проживає в заповідниках.